# Nijgadh
Nijgadh (en népalais : निजगढ) est un comité de développement villageois du Népal situé dans le district de Bara. Au recensement de 2011, il comptait 19 614 habitants.